# Pipalmadi
Pipalmadi – gaun wikas samiti w środkowej części Nepalu  w strefie Dźanakpur w dystrykcie Sindhuli. Według nepalskiego spisu powszechnego z 2001 roku liczył on 1146 gospodarstw domowych i 7487 mieszkańców (3689 kobiet i 3798 mężczyzn).